# Louisa Dunkley
Louisa Margaret Dunkley (po ślubie Kraegan, ur. 28 maja 1866 w Melbourne, zm. 10 marca 1927 w Sydney) – australijska telegrafistka i działaczka związkowa, przywódczyni ruchu na rzecz przyznania kobietom zatrudnionym przez rząd federalny wynagrodzeń równych mężczyznom pracującym na analogicznych stanowiskach. 

## Życiorys

### Działalność związkowa
Pochodziła z kupieckiej rodziny, wykształcenie odebrała w katolickich szkołach dla dziewcząt. W 1882 podjęła pracę w państwowym systemie pocztowym ówczesnej kolonii Wiktoria. Od 1888 zajmowała stanowisko telegrafistki. W 1895 rozpoczęła działania na rzecz zrównania płac telegrafistów w Wiktorii bez względu na ich płeć. W pierwszych latach swojej działalności kierowana przez nią grupa wywalczyła istotne podwyżki dla telegrafistek, przy jednoczesnym obniżeniu płac ich kolegów (co było częścią szerszej redukcji kosztów w sektorze publicznym). W efekcie różnica w poziomie wynagrodzeń obu płci nie zniknęła, ale uległa wyraźnemu zmniejszeniu. Ceną były jednak szykany, jakim władze poczty poddawały Dunkley i jej koleżanki. Ona sama została m.in. przeniesiona z pracy w centrum Melbourne do peryferyjnego urzędu pocztowego na przedmieściach. Traktowanie takie zwróciło uwagę zarówno prasy, jak i niektórych posłów do parlamentu Wiktorii, przez co kierownictwo zostało zmuszone do wycofania większości represji. 
W 1900 znalazła się w grupie założycielek związku zawodowego kobiet zatrudnionych na poczcie i w służbach telegraficznych Wiktorii. W tym samym roku zaangażowała się w przygotowania do połączenia dotychczasowych sześciu systemów pocztowych kolonii australijskich w jednolitą, federalną pocztę nowego Związku Australijskiego, którego inaugurację zaplanowano na 1 stycznia 1901. W październiku 1900 wystąpiła na ogólnokrajowej konferencji związków zawodowych telegrafistów i doprowadziła do poparcia przez delegatów postulatu równej płacy. Dalsze działania doprowadziły do przyjęcia w 1902 roku federalnej ustawy o służbie publicznej, w której zawarto zasadę równego traktowania kobiet i mężczyzn, będących pracownikami rządu federalnego. 

### Późniejsze życie
W 1903 poślubiła, po trzyletniej znajomości, Edwarda Kraegena, działacza pocztowych związków zawodowych z Nowej Południowej Walii. Wkrótce później postanowiła zrezygnować z pracy zawodowej i poświęciła się wychowywaniu dwójki dzieci, urodzonych w latach 1904 i 1906. Zmarła w Sydney w wieku 60 lat na skutek choroby nowotworowej. Spoczywa na cmentarzu Northern Suburbs w Sydney. 

## Upamiętnienie
Od 1984 jej imię nosi okręg wyborczy Dunkley do federalnej Izby Reprezentantów.